# Beuste
Beuste é uma comuna francesa na região administrativa da Nova Aquitânia, no departamento dos Pirenéus Atlânticos. Estende-se por uma área de 5,87 km². Em 2010 a comuna tinha 669 habitantes (densidade: 114 hab./km²).